# Joaquín Fanjul
Joaquín Fanjul Goñi (Vitoria, 30 de mayo de 1880-Madrid, 17 de agosto de 1936) fue un militar, político y abogado español. Veterano de las campañas de Cuba y Marruecos, llegó a ser diputado en Cortes en varias ocasiones. Durante la dictadura de Primo de Rivera alcanzó el rango de general. Miembro destacado de la Unión Militar Española (UME), estuvo implicado en varias conspiraciones militares contra la Segunda República. Al comienzo de la guerra civil fue uno de los líderes de la sublevación militar en Madrid. Capturado por las fuerzas republicanas, sería juzgado, condenado a muerte y fusilado.

## Biografía

### Carrera militar
Nacido en Vitoria el 30 de mayo de 1880, en el seno de una familia de tradición militar y monárquica. Ingresó en la Academia de Infantería de Toledo el 30 de junio de 1896, licenciándose un año después con la graduación de segundo teniente. Llegó a combatir en la guerra de Cuba. Posteriormente cursó estudios en la Escuela Superior de Guerra. Licenciado en Derecho, también llegó a ejercer como abogado. Fue diputado en las Cortes de la Restauración por el distrito electoral de Cuenca, siendo electo en las elecciones de 1919, 1920 y 1923. Tomaría parte en las campañas de Marruecos, donde tuvo una actuación destacada. Ascendió a general de brigada en 1926, durante la dictadura de Primo de Rivera.

### Segunda República
En las elecciones de 1931, 1933 y 1936 resultó elegido diputado en las Cortes republicanas por la circunscripción de Cuenca, concurriendo por el Partido Agrario. El 4 de mayo de 1935 fue nombrado comandante de la VI División Orgánica, en sustitución del general de división José Fernández de Villa-Abrille y Calivara que había pasado a dirigir la II División Orgánica. Una semana más tarde, el 11 de mayo, también fue nombrado subsecretario del ministro de la Guerra, José María Gil-Robles. Durante esta etapa se nombró para puestos de responsabilidad a muchos militares derechistas y antirrepublicanos, al tiempo que se destituía y cesaba a otros militares de conocida militancia republicana. A finales de año Fanjul cesó al mando de la VI División y como subsecretario de la Guerra.
Fue posteriormente nombrado como general jefe de la Comandancia General de Canarias, concurriendo a las elecciones generales de España de 1936 por la provincia de Cuenca y obteniendo acta de diputado con 53 277 votos. Fue cesado el 1 de abril por anulación de las elecciones según el Dictamen de la Comisión de actas. Tras el triunfo en febrero de 1936 del Frente Popular, fue cesado, quedando sin mando de tropa y destinado forzoso en Madrid.

### Guerra civil
Miembro destacado de la semiclandestina Unión Militar Española (UME), Fanjul fue uno de los conspiradores contra la República, entrando rápidamente en contacto con el general Emilio Mola, que había sido escogido como director de la sublevación. Formó parte de la conspiración militar que dio lugar a la guerra civil española.
Para sublevar a la guarnición de Madrid, al parecer, habría sido designado el general Villegas. Sin embargo, en el último minuto no estaba claro quién era el jefe de la rebelión; ya iniciada la sublevación militar en otros puntos de España, la tarde del 19 de julio de 1936 Fanjul se presentó en el madrileño cuartel de la Montaña vestido de paisano y acompañado de su hijo Juan Manuel. Una vez establecido, leyó un bando militar y proclamó el estado de guerra, sublevando el acuartelamiento. Contó con la colaboración del coronel Serra Bartolomé, jefe del regimiento allí acuartelado. Esperando los sublevados a que llegaran refuerzos para controlar la ciudad, dio comienzo el asalto al cuartel de la Montaña por las fuerzas de seguridad y las milicias republicanas, asalto durante el cual Fanjul fue herido. Finalmente se produjo la rendición del cuartel y fue hecho prisionero, siendo Fanjul uno de los pocos altos oficiales sublevados que sobrevivió a la entrada de los milicianos republicanos.
Una vez detenido fue llevado a la Dirección General de Seguridad y posteriormente pasó a prisión. Unas semanas después, el 15 de agosto, fue juzgado por rebelión militar junto al coronel Tomás Fernández de la Quintana y condenado a muerte; sería fusilado dos días más tarde, el día 17. Contaba entonces con 56 años. Unas horas antes de ser ejecutado se había casado con una viuda que había participado como correo en la preparación de la sublevación militar. Su hijo, el teniente José Ignacio Fanjul Sedeño, fue asesinado durante los sucesos de la Cárcel Modelo, apenas unos días después del ajusticiamiento de su padre. Caso distinto fue el de su hijo Juan Manuel, herido durante el asalto republicano al Cuartel de la Montaña, que lograría huir y refugiarse en la embajada de Chile.

## Obras
- —— (1907). Misión social del Ejército. Madrid: Eduardo Arias.[26]

## Homenajes

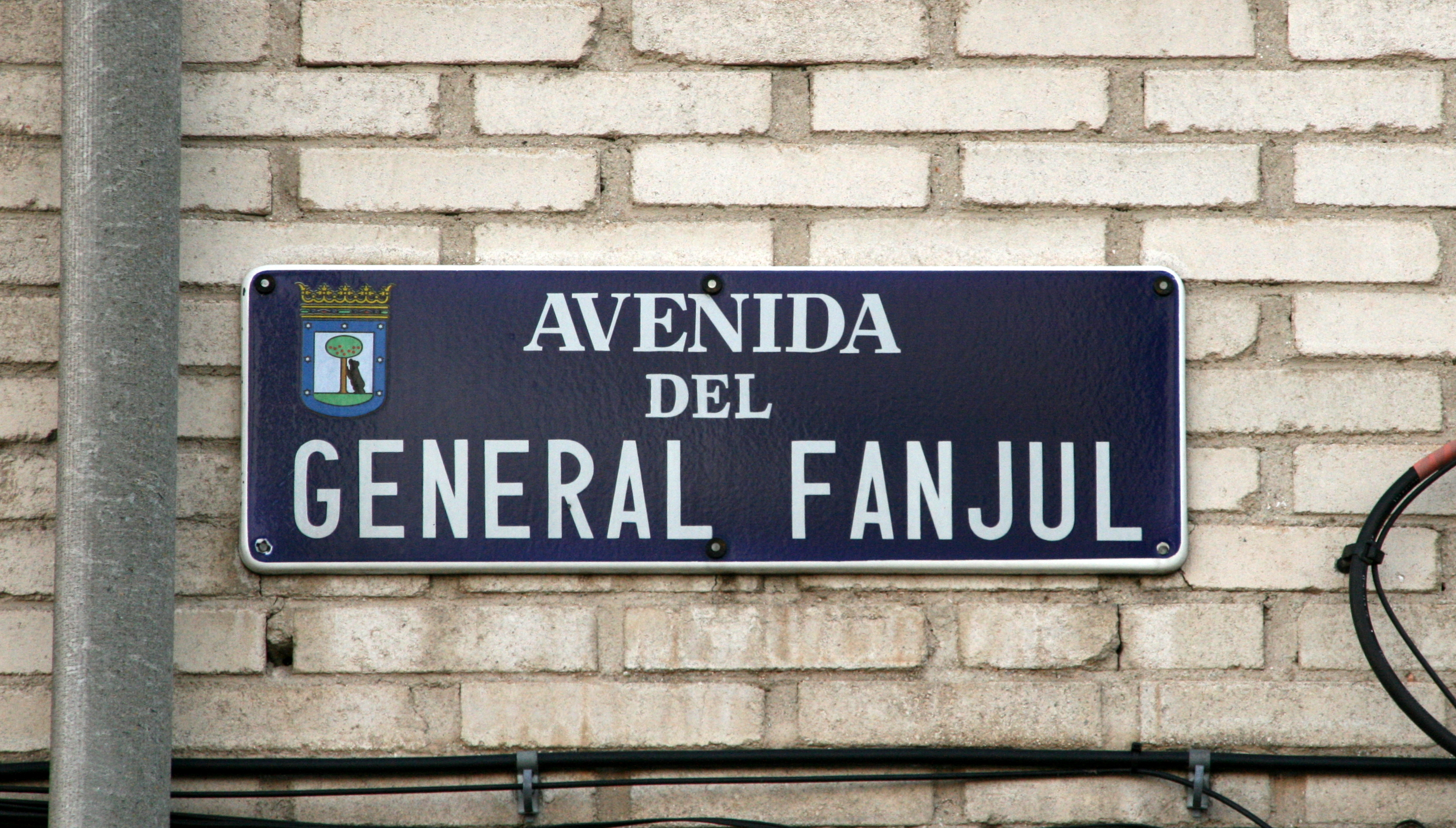
Placa de la avenida del General Fanjul, actualmente «avenida de Las Águilas».

Durante los años de la dictadura franquista se le dedicaron varias calles:
- En Madrid: la avenida del General Fanjul, hasta 2017, que se cambió a «avenida de Las Águilas».[27]
- En Santa Cruz de Tenerife se le dio su nombre a la calle antes llamada «General Riego», hasta diciembre de 2008, en que pasó a denominarse «calle del Olvido».[28]

En Madrid una estación de la red de Cercanías, situada en el distrito de Latina, llevó su nombre entre 1976 y 2023.

## Condecoraciones
- Cruz del Mérito militar (1907)[29]
- Gran Cruz de la Orden Militar de San Hermenegildo (1935)[30]